# 阪井博
阪井 博（さかい ひろし、1959年4月1日 - ）は、日本の検察官、公証人。函館地方検察庁検事正、金沢地方検察庁検事正兼名古屋高等検察庁金沢支部長、宇都宮地方検察庁検事正等を歴任した。

## 人物・経歴
東京都出身。中央大学法学部卒業。1988年東京地方検察庁検事任官。横浜地方検察庁検事、外務省総合外交政策局出向、東京高等検察庁検事、名古屋地方検察庁刑事部長、東京地方検察庁特別公判部長、神戸地方検察庁姫路支部長、函館地方検察庁検事正等を経て、2017年6月23日金沢地方検察庁検事正。2018年金沢地方検察庁検事正兼名古屋高等検察庁金沢支部長。2018年10月30日宇都宮地方検察庁検事正。2019年退官、目黒公証役場公証人。

## 著書
- 『捜査官のための実践捜査手続法』（井内顯策,小川賢一,北原一夫,高森高徳,錦織聖,中村孝と共著）東京法令出版 2008年